# Ben Hemerijckx
Ben Hemerijckx (Etterbeek, 27 februari 1954 – As, 26 juli 2010) was een Vlaams acteur en regisseur. Hij speelde vooral gastrollen in Vlaamse series. Daarnaast was hij jarenlang regisseur voor de VTM-series Familie en Spoed.
De laatste jaren gaf hij lessen toneel aan de jongeren van de studierichting ‘WoordkunstDrama’ aan de Provinciale Kunsthumaniora Hasselt.

## Carrière
- Sleur (1979) – Frans
- Het Koperen Schip (1982) – Jef
- Merlina (1983) – Matroos, Commissaris Depuit
- Hard Labeur (1985) – Nandus
- Postbus X (1988) – Visser
- Lili en Marleen (1996) – Portier
- Verschoten & Zoon (1999) – Chauffeur
- Familie (1999) – Gerechtspyschiater Bekaert
- De Vermeire Explosion (2001) – Mike
- Spoed (2003)
- Witse (2004) – Karel Blondeel
- Zone Stad (2005)
- De Kotmadam (2005) – Expert
- Witse (2006) – Barman in de motorclub
- Aspe (2009) – directeur Gaston Van Camp
- F.C. De Kampioenen (2005-2009) – Fons